# База (Вологодская область)
База — посёлок в Вожегодском районе Вологодской области. Административный центр Явенгского сельского поселения. Расположен при впадении Явенги в Кубену.
С точки зрения административно-территориального деления входит в Явенгский сельсовет.
Расстояние до районного центра Вожеги по автодороге — 18 км. Ближайшие населённые пункты — Новая, Покровское, Пожарище, Пролетарский, Сорогинская.
По переписи 2002 года население — 576 человек (273 мужчины, 303 женщины). Преобладающая национальность — русские (98 %).